# Dụng cụ khoa học
Một dụng cụ khoa học,  nói một cách rộng rãi, là một thiết bị hoặc công cụ sử dụng cho mục đích khoa học, trong đó có việc nghiên cứu của cả hai hiện tượng tự nhiên và nghiên cứu lý thuyết.

## Lịch sử
Trong lịch sử, định nghĩa của một công cụ khoa học rất đa dạng, dựa trên cách sử dụng, luật pháp và khoảng thời gian lịch sử.  Trước giữa thế kỷ XIX, các công cụ như vậy được gọi là bộ máy và công cụ "triết học tự nhiên" hoặc "triết học" và các công cụ cũ từ thời cổ đại đến thời Trung cổ (như đồng hồ Astrolabe và con lắc) thách thức định nghĩa hiện đại hơn về " công cụ được phát triển để điều tra tự nhiên một cách định tính hoặc định lượng. "   Dụng cụ khoa học được tạo ra bởi các nhà sản xuất dụng cụ sống gần một trung tâm học tập hoặc nghiên cứu, chẳng hạn như một trường đại học hoặc phòng thí nghiệm nghiên cứu.  Các nhà sản xuất nhạc cụ đã thiết kế, xây dựng và cải tiến các nhạc cụ cho các mục đích cụ thể, nhưng nếu nhu cầu đủ, một nhạc cụ sẽ đi vào sản xuất như một sản phẩm thương mại.  Đến Thế chiến II, nhu cầu phân tích cải tiến các sản phẩm thời chiến như thuốc men, nhiên liệu và các tác nhân vũ khí đã đẩy thiết bị lên một tầm cao mới.  Ngày nay, những thay đổi đối với các công cụ được sử dụng trong các nỗ lực khoa học - đặc biệt là các công cụ phân tích - đang diễn ra nhanh chóng, với việc kết nối với máy tính và hệ thống quản lý dữ liệu ngày càng trở nên cần thiết.

## Phạm vi
Dụng cụ khoa học khác nhau rất nhiều về kích thước, hình dạng, mục đích, biến chứng và phức tạp.  Điều này bao gồm các thiết bị phòng thí nghiệm tương đối đơn giản như cân, thước, đồng hồ bấm giờ, nhiệt kế, v.v.  Các công cụ đơn giản khác được phát triển vào cuối thế kỷ 20 hoặc đầu thế kỷ 21 là Foldscope (kính hiển vi quang học), Bảng tuần hoàn KAS (SCALE), MasSpec Pen (bút phát hiện ung thư), máy đo đường huyết, v.v.  Tuy nhiên, một số dụng cụ khoa học có thể có kích thước khá lớn và có độ phức tạp đáng kể, như máy va chạm hạt hoặc ăng ten kính viễn vọng vô tuyến.  Ngược lại, các công nghệ kính hiển vi và nano đang tiến đến điểm mà kích thước dụng cụ đang chuyển dần về phía nhỏ đi, bao gồm các dụng cụ phẫu thuật nano, nanobot sinh học và điện tử sinh học.

## Thời đại kỹ thuật số
Các công cụ ngày càng dựa trên sự tích hợp với máy tính để cải thiện và đơn giản hóa việc kiểm soát; tăng cường và mở rộng các chức năng, điều kiện và điều chỉnh tham số; và hợp lý hóa việc lấy mẫu dữ liệu, thu thập, phân giải, phân tích (cả trong và sau quá trình), và lưu trữ và truy xuất.  Các thiết bị tiên tiến có thể được kết nối trực tiếp như một mạng cục bộ (LAN) thông qua phần mềm trung gian và có thể được tích hợp thêm như một phần của ứng dụng quản lý thông tin như hệ thống quản lý thông tin phòng thí nghiệm (LIMS).  Kết nối thiết bị có thể được tiếp tục sử dụng nhiều hơn nữa bằng cách sử dụng các công nghệ internet (IoT), cho phép các phòng thí nghiệm cách nhau khoảng cách lớn có thể kết nối các thiết bị của họ với mạng mà có thể được giám sát từ máy trạm hoặc thiết bị di động ở nơi khác.